# پیوتر ماخالیتسا
پیوتر ماخالیتسا (انگلیسی: Piotr Machalica؛ ۱۳ فوریه ۱۹۵۵ – ۱۴ دسامبر ۲۰۲۰) بازیگر، صداپیشه و خواننده اهل لهستان بود.
از فیلم‌ها یا برنامه‌های تلویزیونی که وی در آن نقش داشته‌است، می‌توان به یک‌راست به دل، شوالیه، ماری کوری، ما همه مسیح هستیم، شخص خیلی مهم، حوزه استحفاظی ۱۳، قسمت دوم، دو روی سکه، قهرمان سال، پدر متیو، پرستار کودک، در خوشی و سختی، شامانکا، ده فرمان (قسمت نهم)، فیلمی کوتاه درباره عشق، سه رنگ: سفید و جن‌زدگان اشاره کرد.